# Quintenas
Quintenas település Franciaországban, Ardèche megyében. Lakosainak száma 1750 fő (2022. január 1.). Quintenas Ardoix, Roiffieux, Saint-Alban-d’Ay, Saint-Romain-d’Ay és Vernosc-lès-Annonay községekkel határos.

## Népesség
A település népességének változása:
| Lakosok száma | 814  | 1184 | 1278 | 1359 | 1495 | 1551 | 1630 | 1686 | 1707 | 1750 |
|               | 1968 | 1982 | 1990 | 2006 | 2013 | 2015 | 2017 | 2019 | 2020 | 2022 |